# Belus Prajoux
Pour les articles homonymes, voir Prajoux.
Belus Prajoux, né le 27 février 1955 à Santiago, est un joueur chilien de tennis. Il a atteint la finale en double aux Internationaux de France de tennis 1982.

## Carrière
Belus Prajoux fait partie de l'équipe de Chili de Coupe Davis de 1972 à 1984, avec notamment une finale contre l'Italie d'Adriano Panatta en 1976.
Il est finaliste en double au tournoi de Roland-Garros 1982 avec Hans Gildemeister contre la paire Sherwood Stewart et Ferdi Taygan (5-7, 3-6, 1-1).
Il a battu deux top 10 : Víctor Pecci no 9 mondial à Roland-Garros en 1980 (7-5, 6-4, 6-7, 7-6) et Eddie Dibbs no 5 à Barcelone en 1980 (6-2, 6-4).
Il a remporté un tournoi Challenger en simple à Porto Alegre en 1979.
Il a atteint la demi-finale en simple à Birmingham en 1974, Florence en 1975, Santiago et Hilversum en 1976.
Avec sa femme Hada, il a eu un fils, Belus Jr.

## Parcours dans les tournois duGrand Chelem

### En simple
| Année | Open d'Australie | Open d'Australie | Internationaux de France | Internationaux de France | Wimbledon       | Wimbledon       | US Open         | US Open       | Open d'Australie | Open d'Australie |
| ----- | ---------------- | ---------------- | ------------------------ | ------------------------ | --------------- | --------------- | --------------- | ------------- | ---------------- | ---------------- |
| 1973  | —                | —                | —                        | —                        | —               | —               | 1er tour (1/64) | P. Cramer     | n.o.             | n.o.             |
| 1974  | —                | —                | 1er tour (1/64)          | V. Amritraj              | —               | —               | 1er tour (1/64) | M. Machette   | n.o.             | n.o.             |
| 1975  | —                | —                | 3e tour (1/16)           | J. Alexander             | —               | —               | 1er tour (1/64) | H.-J. Pohmann | n.o.             | n.o.             |
| 1976  | —                | —                | 3e tour (1/16)           | G. Vilas                 | —               | —               | 1er tour (1/64) | Ž. Franulović | n.o.             | n.o.             |
| 1977  | —                | —                | 2e tour (1/32)           | G. Vilas                 | 1er tour (1/64) | H. Gildemeister | 1er tour (1/64) | T. Šmíd       | —                | —                |
| 1978  | n.o.             | n.o.             | 2e tour (1/32)           | H. Solomon               | 1er tour (1/64) | R. Case         | —               | —             | —                | —                |
| 1979  | n.o.             | n.o.             | 1er tour (1/64)          | M. Cahill                | —               | —               | —               | —             | —                | —                |
| 1980  | n.o.             | n.o.             | 3e tour (1/16)           | C. Barazzutti            | 1er tour (1/64) | Ti. Gullikson   | —               | —             | —                | —                |

N.B. : à droite du résultat se trouve le nom de l'ultime adversaire.

### En double
| Année | Open d'Australie | Open d'Australie | Internationaux de France                                                                     | Internationaux de France                                                           | Wimbledon                                                                          | Wimbledon                                                                         | US Open                                                                               | US Open | Open d'Australie | Open d'Australie |
| ----- | ---------------- | ---------------- | -------------------------------------------------------------------------------------------- | ---------------------------------------------------------------------------------- | ---------------------------------------------------------------------------------- | --------------------------------------------------------------------------------- | ------------------------------------------------------------------------------------- | ------- | ---------------- | ---------------- |
| 1972  | —                | —                | 2e tour (1/16) P. Apey \|\| style="text-align:left;" \| P. Marmureanu B. Phillips-Moore      | —                                                                                  | —                                                                                  | —                                                                                 | —                                                                                     | n.o.    | n.o.             |                  |
| 1973  | —                | —                | —                                                                                            | —                                                                                  | —                                                                                  | —                                                                                 | 1er tour (1/32) R. Benavides \|\| style="text-align:left;" \| A. Amritraj V. Amritraj | n.o.    | n.o.             |                  |
| 1974  | —                | —                | 1er tour (1/32) J. Pinto-Bravo \|\| style="text-align:left;" \| C. Pasarell E. van Dillen    | 2e tour (1/16) H.-J. Ploetz \|\| style="text-align:left;" \| R. Lutz S. Smith      | 1er tour (1/32) J. Pinto-Bravo \|\| style="text-align:left;" \| D. Crealy O. Parun | n.o.                                                                              | n.o.                                                                                  |         |                  |                  |
| 1975  | —                | —                | 2e tour (1/16) J. Pinto-Bravo \|\| style="text-align:left;" \| P. Dominguez F. Jauffret      | —                                                                                  | —                                                                                  | 1/4 de finale R. Cano \|\| style="text-align:left;" \| T. Okker M. Riessen        | n.o.                                                                                  | n.o.    |                  |                  |
| 1976  | —                | —                | 1/4 de finale R. Cano \|\| style="text-align:left;" \| F. McNair S. Stewart                  | 1er tour (1/32) R. Cano \|\| style="text-align:left;" \| L. Álvarez V. Pecci       | 1er tour (1/32) L. Álvarez \|\| style="text-align:left;" \| R. Ruffels A. Stone    | n.o.                                                                              | n.o.                                                                                  |         |                  |                  |
| 1977  | —                | —                | 2e tour (1/16) R. Cano \|\| style="text-align:left;" \| V. Amaya J. Hagey                    | 2e tour (1/16) H. Gildemeister \|\| style="text-align:left;" \| C. Dibley M. Estep | 1/8 de finale H. Gildemeister \|\| style="text-align:left;" \| M. Riessen T. Okker | —                                                                                 | —                                                                                     |         |                  |                  |
| 1978  | n.o.             | n.o.             | 2e tour (1/16) J. L. Clerc \|\| style="text-align:left;" \| A. Ashe F. McNair                | 1er tour (1/32) J. L. Clerc \|\| style="text-align:left;" \| F. McNair R. Ramírez  | —                                                                                  | —                                                                                 | —                                                                                     | —       |                  |                  |
| 1979  | n.o.             | n.o.             | —                                                                                            | —                                                                                  | —                                                                                  | —                                                                                 | —                                                                                     | —       | —                | —                |
| 1980  | n.o.             | n.o.             | 1er tour (1/32) E. van Dillen \|\| style="text-align:left;" \| V. Amaya H. Pfister           | 1/8 de finale F. González \|\| style="text-align:left;" \| P. Fleming J. McEnroe   | —                                                                                  | —                                                                                 | —                                                                                     | —       |                  |                  |
| 1981  | n.o.             | n.o.             | —                                                                                            | —                                                                                  | —                                                                                  | —                                                                                 | —                                                                                     | —       | —                | —                |
| 1982  | n.o.             | n.o.             | Finale H. Gildemeister                                                                       | S. Stewart F. Taygan                                                               | —                                                                                  | —                                                                                 | —                                                                                     | —       | —                | —                |
| 1983  | n.o.             | n.o.             | 1/2 finale B. Dyke \|\| style="text-align:left;" \| M. Edmondson S. Stewart                  | —                                                                                  | —                                                                                  | —                                                                                 | —                                                                                     | —       | —                |                  |
| 1984  | n.o.             | n.o.             | 1er tour (1/32) C. Miller \|\| style="text-align:left;" \| M. Günthardt Z. Kuharszky         | —                                                                                  | —                                                                                  | 1er tour (1/32) N. Saviano \|\| style="text-align:left;" \| P. Fleming J. McEnroe | —                                                                                     | —       |                  |                  |
| 1985  | n.o.             | n.o.             | 1er tour (1/32) H. Gildemeister \|\| style="text-align:left;" \| P. Annacone C. van Rensburg | —                                                                                  | —                                                                                  | —                                                                                 | —                                                                                     | —       | —                |                  |

N.B. : le nom du ou de la partenaire se trouve sous le résultat ; les noms des ultimes adversaires se trouvent à droite.